# 石崎哲也
石崎哲也（いしざき てつや、1980年 - ）は、日本の建築家。静岡を拠点とする石崎建築設計を主宰。
企業組合コーデックス 代表理事。中小企業基盤整備機構中心市街地商業活性化アドバイザー。耐震診断補強相談士。福島県生まれ。
代表作に御殿場の別荘神奈川県鎌倉市のM邸など。
1999年、関東学院六浦高等学校卒業。2001年、AKARI FESTA Gifu 2001 入選・出展。
2003年、日本大学理工学部建築学科卒業。卒業設計 桜建賞。
2005年、日本大学大学院理工学研究科建築学専攻修士課程（今村雅樹研究室）修了。日本大学総長賞。
2005-2010年、ワークステーション一級建築士事務所勤務。
2011年、石崎建築設計設立。
2003年、新建築住宅設計競技最優秀賞賞。
2004年、越後妻有アートトリエンナーレ2006プロポーザルコンペティション入選。
2006年、越後妻有アートトリエンナーレ出展。
2011年、日本建築学会近畿支部グリーンコンクリート研究センター設計競技 佳作。
2012年、第29回住まいのリフォームコンクール優秀賞。
2013年、清水イルミネーションコンテスト優秀賞。
2014から静岡市清水地区商業活力向上事業、静岡市中心市街地活性化検討協議会委員。
2015年-2016年、独立行政法人 中小企業基盤整備機構「青梅市 空き店舗活用サポート事業」
2016年、ふじのくに未来財団 専門家派遣事業。
2016-2017年、昭和設計,企業組合 針谷建築事務所と共同で沼津市「既存建築物のリノベーションに係る建築確認申請手続等運用事例調査業務」。
2016年-2019年、静岡市中心市街地活性化協議会委員。
2018年-2019年、独立行政法人中小企業基盤整備機構「川越市 空き店舗活用サポート事業」。
2018年、第35回住まいのリフォームコンクール優秀賞。